# Fuentes de Rubielos
Fuentes de Rubielos là một đô thị trong tỉnh Teruel, Aragon, Tây Ban Nha. Theo điều tra dân số 2004 (INE), đô thị này có dân số là 119 người.